# Bufo luchunnicus
Espèce
Synonymes
- Torrentophryne luchunnica Yang & Rao in Yang, 2008

Bufo luchunnicus est une espèce d'amphibiens de la famille des Bufonidae.

## Répartition
Cette espèce est endémique de la province du Yunnan en Chine. Elle se rencontre vers 1 650 m d'altitude sur le Huang Lian Shan.

## Publication originale
- Yang, 2008 : Amphibia.  Amphibia and Reptilia of Yunnan. Yunnan Publishing Group Corporation, Yunnan Science and Technology Press, Kunming, p. 12-152.